# بطحيش آكل الحراشف
بطحيش آكل الحراشف (الاسم العلمي: Cyprinodon desquamator) هو نوع من الأسماك يتبع جنس البطحيش من الفصيلة البطحيشية.